# Tympanocryptis osbornei
Tympanocryptis osbornei — вид ігуаноподібних ящірок родини агамових (Agamidae). Ендемік Австралії. Описаний у 2019 році.

## Поширення і екологія
Tympanocryptis osbornei мешкають на плато Монаро, розташованому на півдні Новому Південного Уельсу, на південь від річки Маррамбіджі, в околицях Беррідейла та Кууми. Вони живуть на луках.